# Mormyrus caschive
Mormyrus caschive är en fiskart som beskrevs av Carl von Linné 1758. Mormyrus caschive ingår i släktet Mormyrus och familjen Mormyridae. IUCN kategoriserar arten globalt som livskraftig. Inga underarter finns listade i Catalogue of Life.